# Кристофер Паулини
Кристофер Паулини (енгл. Christopher Paolini; Лос Анђелес, 17. новембар 1983) амерички је писац. Најпознатији је као аутор књига из циклуса „Наслеђе“, у који спадају романи „Ерагон“, „Прворођени“, „Брисингер“ и „Наслеђе“.

## Биографија
Син је Кенета и Талите Паулини и има млађу сестру Анђелу. Школовао се код куће, па је диплому завршене средње школе добио већ са 15. година. После завршетка средње школе започео је писање романа „Ерагон“, прве књига из серије романа чија радња се одвија у измишљеном свету Алагезије.
„Ерагон“ је објављен 2002. У склопу промоције књиге Паулини је обишао преко 135 школа и библиотека широм Америке.
У децембру 2006. премијерно је приказан филм „Ерагон“, снимљен по истоименом роману.
Роман „Прворођени“, наставак „Ерагона“, објављен је 2005. „Брисингер“, трећа књига циклуса, објављена је у септембру 2008, а четврта књига, „Наслеђе“, у новембру 2011.

## Дела
- циклус Наслеђе
- Ерагон (2002)
- Прворођени (2005)
- Брисингр (2008)
- Наслеђе (2011)